# Bockenheim

Le quartier (en rouge) au sein de l'arrondissement (en gris foncé) et de la ville (en gris clair)

Francfort-Bockenheim (en allemand : Frankfurt-Bockenheim) est un quartier de Francfort-sur-le-Main.

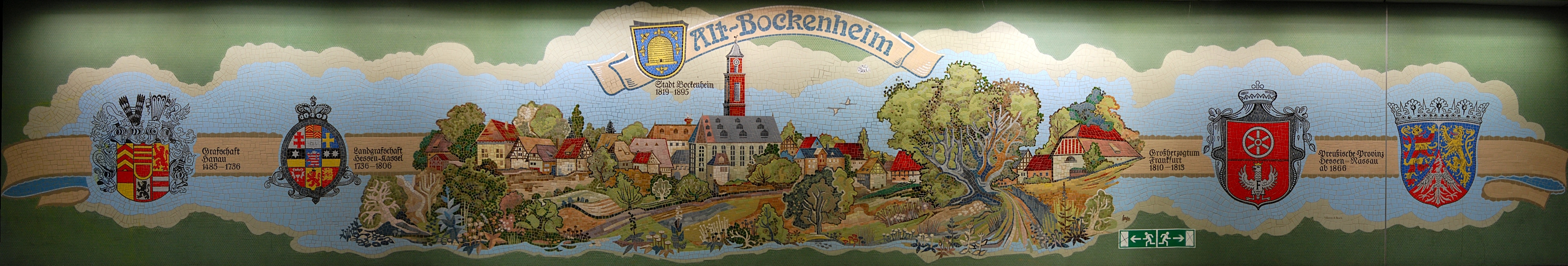

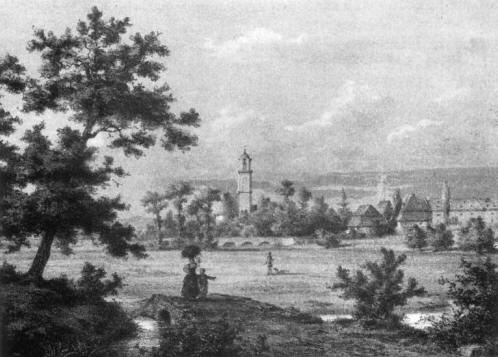
Bockenheim en 1855